# След дъжда
„След дъжда“ (на японски: 雨あがる) е японско-френски филм от 1999 година, драма на режисьора Такаши Коидзуми по сценарий на Акира Куросава, базиран на разказ на Шугоро Ямамото.
В центъра на сюжета е странстващ ронин, който има големи бойни умения, но не успява да се задържи на постоянна работа. След като се включва в унизителни боеве за пари, за да организира празненство за група непознати, с които случайно прекарва няколко дни в крайпътен хан, той е нает от местния даймьо, но скоро трябва да напусне, след като неволно обижда приближените му и самия него с бойното си превъзходство. Главните роли се изпълняват от Акира Терао, Йошико Миядзаки, Широ Мифуне.